# Capacete de Nimega

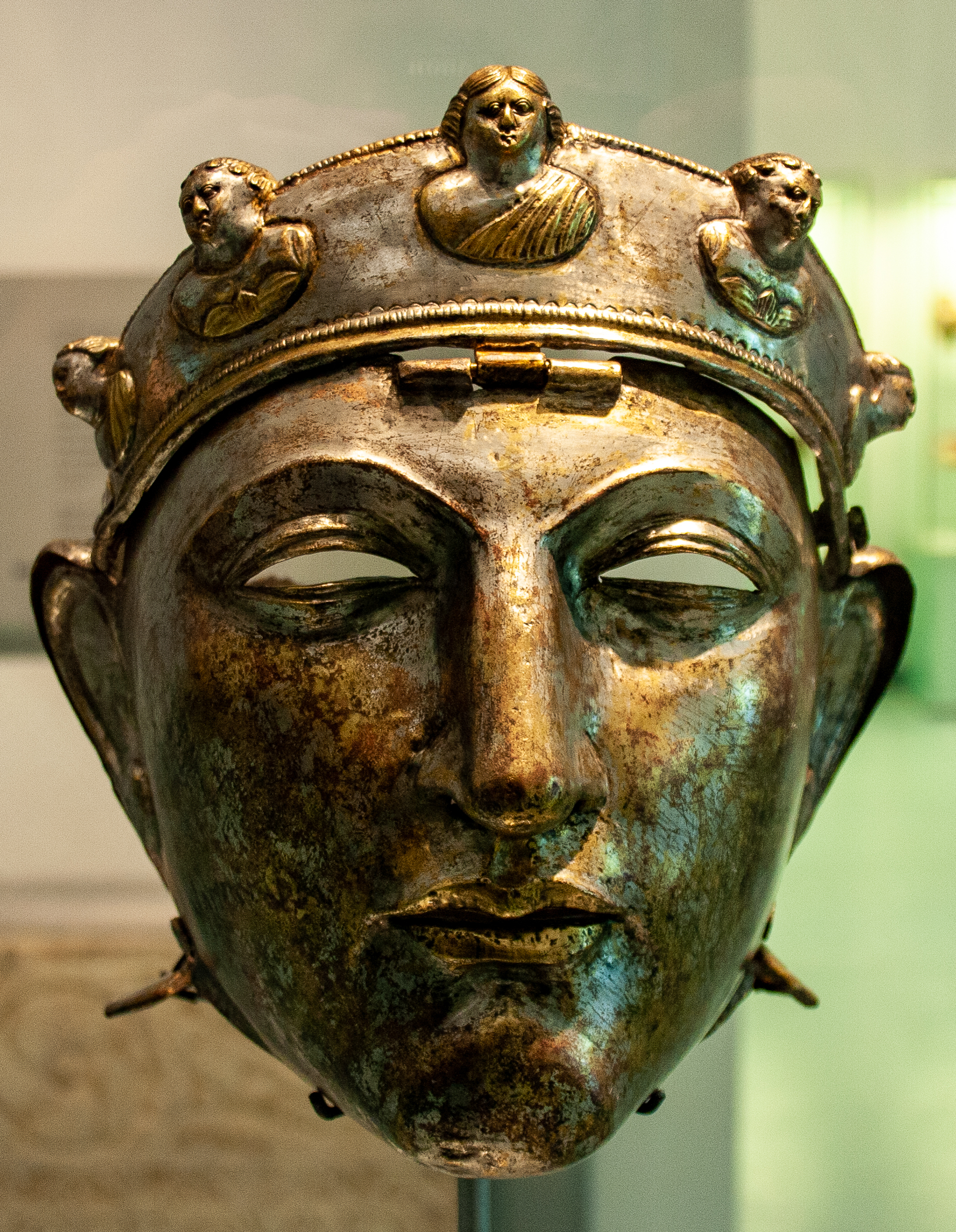

O Capacete de Nimega é um capacete esportivo de cavalaria romana do primeiro ou do século II Foi encontrado por volta de 1915 em um leito de cascalho na margem esquerda do rio Waal, perto da cidade holandesa de Nimega. O capacete teria sido usado pela cavalaria romana de elite. A parte da cabeça do capacete é feita de ferro, enquanto a máscara e o diadema são de bronze ou latão. O capacete tem uma borda protetora no pescoço, revestida por uma fina cobertura de bronze revestida de prata. O diadema apresenta duas figuras masculinas e três femininas.
O capacete sofreu oxidação. Vários outros capacetes romanos também foram encontrados em ou perto de Nimega.

## Descrição
As partes restantes do capacete consistem em três partes principais: um capacete com máscara facial, uma faixa de sobrancelha e protetores de orelha e pescoço em ambos os lados.  Teria originalmente uma tampa de caveira de ferro, da qual restam apenas fragmentos.  A cabeça, feita de bronze prateado,  mostra um rosto jovem. Os olhos, a boca e as narinas têm aberturas, e os lábios e as pálpebras são dourados.  O rosto se estende para os lados para cobrir as orelhas. Eles são cobertos por uma peça separada de bronze prateado para proteger as orelhas e o pescoço.  Na bochecha dexter está arranhado um nome, sugerido como "Marciano".
A faixa da testa, ou diadema, do capacete é presa à peça da cabeça por uma única dobradiça horizontal; correias adicionais provavelmente teriam sido usadas originalmente para manter o capacete no lugar acima da cabeça do usuário. Na parte superior e inferior da faixa da testa, existem linhas de contas, entre as quais cinco bustos elevados, três femininos e dois masculinos, são representados. A banda é prateada e as linhas de contas, como as cortinas dos bustos, lábios, pálpebras e cabelos, são douradas.

## Descoberta
O capacete foi descoberto em um leito de cascalho na margem sul do Waal, sob uma ponte ferroviária e abaixo da cidade holandesa de Nimega.  No interior, foram encontrados dois protetores de face, evidentemente de um capacete separado, e várias contas de vidro azul em forma de melão. Foi publicado em 1915 e descrito como "uma adição recente" à coleção de antiguidades romanas de Gerard Marius Kam, também de Nimega. Kam exibiu o capacete no Museu Kam, construído por ele mesmo,  aberto em 1922, que ele doou ao governo; o museu foi fechado em 1998 para fundir-se com o museu Commanderie van St. Jan e formar o museu Valkhof,  onde o capacete agora é exibido.
Em 2011, o capacete foi exibido na Inglaterra, no Tullie House Museum e na Art Gallery, em Carlisle, Cúmbria, marcando a primeira vez em que foi exibido no Reino Unido e apenas a segunda vez fora da Holanda. O Tullie House Museum já havia arrecadado 1,97 milhão de libras na tentativa de adquirir o capacete de Crosby Garrett em leilão, mas foi superado; o capacete foi comprado por um indivíduo por £ 2.330.468,75.

## Tipologia
O capacete de Nimega data do século I, ou início do segundo século, como indicado por sua testa sem pelos e pelo formato de seus olhos, lábios e queixo. É amplamente classificado como um capacete esportivo de cavalaria - tipo D, de acordo com a tipologia apresentada por H. Russell Robinson. Os capacetes esportivos de cavalaria do tipo D se distinguem por dois recursos: uma dobradiça horizontal que prende a máscara à peça da cabeça e uma peça feita para se assemelhar a um capacete decorado.